# V-mode -10th Anniversary-
『V-mode -10th Anniversary-』（ブイモード・テンス・アニバーサリー）は、奥井雅美のライブ映像作品である。
2003年11月27日にスターチャイルドよりDVDが発売・販売された。

## 概要
- 内容は、2003年3月9日に行われた「okui, masami Birth Live & more...'03」の模様を収録したDISC1と、デビュー10周年を記念してそれまでに発表した映像作品の収録曲を奥井本人のコメンタリーと共に収録したDISC2からなっている。
- DISC2の収録内容の関係からか、再びスターチャイルドからの発売となっている。
- DISC1の収録曲について、実際に演奏された曲のうち、1度目の「そうだ、ぜったい。」と、アンコール時の2度目の「MASK」がカットされている。

## 演奏会場
- 新宿LIQUIDROOM （2003年3月9日）

## 収録曲

### Disc 1
1. Birth
2. high high high
3. ANGEL'S VOICE
4. 少年
5. Key
6. 邪魔はさせない
7. Fly （Vo. 大友ジュン）
8. キューティーハニー
9. Give a reason
10. MASK
11. 輪舞-revolution
12. Shuffle
13. TRANSMIGRATION
14. そうだ、ぜったい。

### Disc 2
1. 輪舞-revolution Promotion Video
2. J Ma-KING concert '97
3. 天使の休息 Promotion Video
4. 恋しましょ ねばりましょ Do-can diary
5. TURNING POINT Promotion Video
6. 空にかける橋 Promotion Video
7. 女神になりたい〜for a yours〜 Birth Live'01
8. only one, No.1 Birth Live'01
9. 朱-AKA- Live Devotion
10. HAPPY PLACE Promotion Video

## 参加ミュージシャン
be-show
- ドラム：大沢一彦
- ベース：工藤緑矢
- ギター：MONTA
- ギター：加納望
- キーボード：前田雄吾

- ダンサー：MARIE
- ダンサー：YUKIKO

ゲスト
- ボーカル：松村香澄
- ボーカル：大友ジュン

- 影山ヒロノブ
- 遠藤正明
- きただにひろし
- 石田燿子